# Neferka, el nen
Neferka, el nen és el nom amb què és conegut, per manca d'altre nom, un faraó de la dinastia VI de l'antic Egipte.
Devia governar vers el 2200 aC (cronologia màxima) o 2100 aC (cronologia mínima).
No n'hi ha cap constància arqueològica i el papir de Torí està danyat en aquest punt i no se'n veu el nom. Manethó no l'esmenta. Heròdot recull la història que el faraó (suposadament, Merenre II) fou assassinat pels revoltats. No s'esmenta, però un fill d'aquest, molt jove, devia ser proclamat faraó i, així, els caps dels rebels van assolir el poder, de fet. El perquè del fet que la seva suposada tia i madrastra, Nitokris, estava en relacions amb els assassins de son germà no ho diu, però cal suposar que, donada la seva alta categoria, havia d'estar inclosa en la regència, i potser els caps rebels es disputaven casar-s'hi per quedar legitimats -el que ho aconseguís- com a faraó. Diu Heròdot que Nitokris va convidar els "assassins de son germà" (és de suposar que els assassins de Merenre) i, quan estaven tots reunits, els va fer matar. Cal suposar que després d'això el seu poder, amb el suport dels fidels, fou complet. Segurament, va governar com a regenta, però amb un poder tan gran que apareix amb tots els distintius dels reis, i és la primera dona que és considerada "reina", perquè el seu nom apareix en un cartutx reservat als faraons (a més de ser esmentada pel papir de Torí i per Manethó). Neferka, el nen, podria ser el mateix faraó que pocs anys després apareix amb el nom de Neterkare o Netrikare.